# Classement mondial de snooker 1989-1990
Classement mondial, des joueurs de snooker du top 32 (et de quelques autres) pour la saison 1989-1990. Les points sont calculés en additionnant les points accumulés lors des deux saisons précédentes (1987-1988 et 1988-1989).
| no | Nom               | Pays             |
| -- | ----------------- | ---------------- |
| 1  | Steve Davis       | Angleterre       |
| 2  | John Parrott      | Angleterre       |
| 3  | Stephen Hendry    | Écosse           |
| 4  | Jimmy White       | Angleterre       |
| 5  | Terry Griffiths   | Pays de Galles   |
| 6  | Mike Hallett      | Angleterre       |
| 7  | Cliff Thorburn    | Canada           |
| 8  | Dennis Taylor     | Irlande du Nord  |
| 9  | Willie Thorne     | Angleterre       |
| 10 | Doug Mountjoy     | Pays de Galles   |
| 11 | Joe Johnson       | Angleterre       |
| 12 | Tony Knowles      | Angleterre       |
| 13 | John Virgo        | Angleterre       |
| 14 | Tony Meo          | Angleterre       |
| 15 | Dean Reynolds     | Angleterre       |
| 16 | Steve James       | Angleterre       |
| 17 | Martin Clark      | Angleterre       |
| 18 | Cliff Wilson      | Pays de Galles   |
| 19 | Steve Newbury     | Pays de Galles   |
| 20 | Neal Foulds       | Angleterre       |
| 21 | Barry West        | Angleterre       |
| 22 | Eddie Charlton    | Australie        |
| 23 | Silvino Francisco | Afrique du Sud   |
| 24 | Alex Higgins      | Irlande du Nord  |
| 25 | Peter Francisco   | Afrique du Sud   |
| 26 | David Roe         | Angleterre       |
| 27 | Eugene Hughes     | Irlande          |
| 28 | Dene O'Kane       | Nouvelle-Zélande |
| 29 | Bob Chaperon      | Canada           |
| 30 | Tony Drago        | Malte            |
| 31 | Wayne Jones       | Pays de Galles   |
| 32 | Rex Williams      | Angleterre       |
| 35 | Alain Robidoux    | Canada           |
| 38 | Gary Wilkinson    | Angleterre       |